# Kingsville (Ontario)
Kingsville è una città canadese dell'Ontario con status di town, situata sulla riva settentrionale del Lago Erie. Al censimento del 2016 aveva 21 556 abitanti.. È la città più meridionale del Canada con lo status di town.

## Amministrazione

### Gemellaggi
- Westlake